# Konstantinápolyi béke (1700)
A konstantinápolyi béke 1700. július 14-én, a török fővárosban aláírt békemegállapodás. Ezzel az Oszmán Birodalom lezárta az Oroszországgal 1686 óta folytatott orosz-oszmán háborút. A békében a török szultán átadta az oroszoknak Taganrogot és Azovot.